# Undateable
Undateable è una sitcom statunitense creata da Adam Sztykiel, trasmessa dal 29 maggio 2014 su NBC. La serie è basata sul libro Undateable: 311 Things Guys Do That Guarantee They Won't Be Dating Or Having Sex scritto da Ellen Rakieten e Anne Coyle.
In Italia, la serie è stata trasmessa su Joi dal 25 novembre 2014.
Il 13 maggio 2016, la NBC cancella la serie dopo tre stagioni.

## Trama
Attraente e sicuro di sé, anche se infantile per la sua età, il ventinovenne Danny decide di aiutare il suo nuovo coinquilino, l'insicuro Justin, proprietario di un bar poco frequentato, e il suo stravagante gruppo di amici. Quando Danny presenta al gruppo Leslie, sua sorella maggiore, quest'ultima lega subito con i ragazzi, forse perché rivede in loro la stessa sfortuna che in amore la sta perseguitando da quando il suo matrimonio è andato in malora. Mentre si confrontano sui problemi reciproci tra una birra e l'altra, questi ragazzi cominciano a rendersi conto che nulla sarà davvero difficile se ci saranno l'un per l'altro. 

## Personaggi e interpreti

### Personaggi principali
- Danny Burton, interpretato da Chris D'Elia, doppiato da Francesco Pezzulli
È il tipico playboy che ama divertirsi passando da una ragazza all'altra e odia le relazioni fisse. Nonostante le apparenze, è gentile e altruista; si lega molto a Justin, il suo coinquilino e migliore amico, tanto che vede se stesso come il suo mentore.
- Justin Kearney, interpretato da Brent Morin, doppiato da Marco Vivio
È il migliore amico di Danny, con il quale coabita. Il ragazzo è il suo esatto opposto: è emotivo, insicuro, goffo e crede nelle relazioni stabili. L'amicizia con Danny lo aiuterà a maturare e ad acquisire più autostima. Ama cantare.
- Leslie Burton, interpretata da Bianca Kajlich, doppiata da Ilaria Latini
È la sorella di Danny, con il quale ha un buon rapporto. Spesso lo spinge a ragionare e cerca di convincerlo a costruire legami più duraturi. Lavora prima in una ditta che vende vino, poi in un'agenzia turistica. Spera di trovare l'uomo giusto col quale avere dei figli.
- Brett, interpretato da David Fynn, doppiato da Gianluca Crisafi
Amico di Justin, che conosce da quando frequentavano insieme l'università, lavora come barista nel suo locale. È gay, ma, prima di fare coming out, aveva un certo successo con le donne.
- Burski, interpretato da Rick Glassman, doppiato da David Chevalier
È uno degli amici di Justin, frequentatore abituale del suo bar. Non è molto bravo con le donne, specialmente perché usa frasi da rimorchio spesso sconvenienti. Stima Danny, che non lo ricambia; inoltre, è infatuato di Leslie.
- Shelly, interpretato da Ron Funches, doppiato da Nanni Baldini
Amico di Justin, frequenta il suo bar; lavora come infermiere in una casa di riposo. È un ragazzo sensibile ed emotivo, spesso permaloso. Sembra che le ragazze provino una certa attrazione per lui. Veste sempre con maglie o felpe sportive.
- Candace, interpretata da Bridgit Mendler, doppiata da Valentina Favazza
È la cameriera che Justin assume nel suo bar; è una ragazza gentile e di buon cuore, anche se insicura. Da subito prova attrazione per Justin: i due, poi, inizieranno una relazione.

### Personaggi ricorrenti
- Nicki, interpretata da Briga Heelan, doppiata da Gemma Donati
È una delle dipendenti del bar di Justin, che è da sempre innamorato di lei (è grazie all'aiuto di Danny che riesce a farsi avanti con lei). I due intraprendono una relazione, ma alla fine Nicki si vede costretta ad andarsene da Detroit per prendersi cura della madre. Lei e Justin provano ad avere una relazione a distanza, ma, quando Nicki trova lavoro fuori città, decide di lasciare il ragazzo.
- Sabrina, interpretata da Eva Amurri Martino, doppiata da Francesca Manicone
È un'amica di Leslie. Danny prova subito un certo interesse per lei, quindi i due iniziano a uscire insieme. Poiché Danny è del tutto incapace di creare una relazione stabile, Sabrina alla fine deve lasciarlo. Successivamente si fa assumere al bar di Justin.
- Kevin, interpretato da Rory Scovel, doppiato da Edoardo Stoppacciaro
È il vicino di casa di Danny e Justin; si guadagna da vivere vendendo l'erba che coltiva. Danny non lo sopporta nella maniera più assoluta.
- Mike, interpretato da Mike Catherwood, doppiato da Andrea Mete
Amico di Danny, si fidanza con Leslie, che, poi, lo lascia spezzandogli il cuore, proprio quando Mike vuole chiederle di sposarlo.
- Charlotte, interpretata da Whitney Cummings, doppiata Chiara Gioncardi.
È un'amica di scuola di Justin, è una madre single con la quale Danny inizia una relazione.

## Episodi
| Stagione         | Episodi | Prima TV USA | Prima TV Italia |
| ---------------- | ------- | ------------ | --------------- |
| Prima stagione   | 13      | 2014         | 2014            |
| Seconda stagione | 10      | 2015         | 2015            |
| Terza stagione   | 13      | 2015-2016    | 2016            |